# 張璧 (萬曆進士)
張璧（？—？），字世良，號崑岡，江西袁州府萬載縣人，民籍，明朝政治人物。

## 生平
萬曆四年（1576年）丙子科江西鄉試第二十一名，萬曆十一年（1583年）癸未科會試第一百六十四名，登三甲第一百九十四名進士。礼部觀政，十四年授南京兵部主事，十七年升员外郎，十九年升郎中，二十年升廣東佥事，二十三年升本省参议，告病。二十八年補雲南參議，三十三年升副使，三十五年考察降用，本年降四川右參議。

## 家族
曾祖張藻鑑；祖父張義正；父張賢傑。前母楊氏；母溫氏。